# سی لیک
سی لیک (به انگلیسی: Sea Lake) یک شهرک در استرالیا است که در ویکتوریا (استرالیا) واقع شده‌است.